# اسکیبو (مینه‌سوتا)
اسکیبو (به انگلیسی: Skibo) یک منطقهٔ مسکونی در ایالات متحده آمریکا است که در Bassett Township واقع شده‌است. اسکیبو ۱۰ نفر جمعیت دارد و ۴۸۳٫۱۱ متر بالاتر از سطح دریا واقع شده‌است.